# Ka/Ks
在遗传学中，Ka/Ks或者dN/dS表示的是异义替换（Ka）和同义替换（Ks）之间的比例。这个比例可以判断是否有选择压力作用于这个蛋白质编码基因。异义替换导致氨基酸的改变，而同义替换由于密码子虽然改变，但是仍旧对应的是同一氨基酸。
由于异义替换往往对于生命体有害，所以在纯化选择的作用下，异义替换常常会在群体中被逐渐消灭。